# Rogers Cup 2014
Der Rogers Cup 2014 war ein Tennisturnier der WTA Tour 2014 für Damen in Montreal sowie ein Tennisturnier der ATP World Tour 2014 für Herren in Toronto, das vom 2. bis zum 10. August 2014 stattfand.

## Herren
→ Hauptartikel: Rogers Cup 2014/Herren
→ Qualifikation: Rogers Cup 2014/Herren/Qualifikation

## Damen
→ Hauptartikel: Rogers Cup 2014/Damen
→ Qualifikation: Rogers Cup 2014/Damen/Qualifikation